# Ekenäs Idrottsförening
Ekenäs IF (ou EIF) é um clube de futebol da Finlândia da cidade de  Ekenäs. O clube foi fundado em 1905.

## Elenco atual
- Atualizado em 4 de agosto de 2015.[3][4]

Legenda
- : Capitão
- : Jogador suspenso
- : Jogador lesionado